# 문헌일
문헌일(文憲一, 1953년 4월 20일~)은 대한민국의 정치인이다. 제20대 서울특별시 구로구청장이다.

## 학력
- 용산공업고등학교 (졸업)
- 서울과학기술대학교 (전자정보공학 / 학사)
- 연세대학교 (전파통신공학 / 석사)
- 한세대학교 (정보통신공학 / 박사)

## 경력
- 1971.02 ~ 1979.03: 철도청 공무원
- 1994.02: 문엔지니어링 대표, 회장
- 2008.09 ~ 2014.02: 제15~16대 한국엔지니어링협회 회장
- 2009.05 ~ 2011.05: 연세대학교 공학대학원 총동창회 회장
- 2011.01 ~ 2012.12: 한국항행학회 회장
- 2012.05 ~ 2014.05: 제22대 한국청소년육성회 총재
- 2012.11 ~ 2014.02: 서비스산업총연합회 부회장
- 2013.07: 민주평화통일자문회의 상임위원
- 2013.11 ~ 2014.11: 한국수출입은행 EDCF 자문위원
- 2014.01: 제14대 서울과학기술대학교 총동문회 회장
- 2014.05 ~ 2016.05: 새누리당 서울특별시당 구로구 을 당원협의회 위원장
- 2015.09: 새누리당 중앙연수원 부원장
- 2015.12 ~ 2016.03: 제20대 국회의원 선거 서울 구로구 을 새누리당 국회의원 예비후보
- 2019.12 ~ 2020.03: 제21대 국회의원 선거 서울 구로구 을 자유한국당→미래통합당 국회의원 예비후보
- 2022.02 ~ 2022.03: 제20대 대통령 선거 국민의힘 윤석열 대통령 후보 중앙선대위 과학기술지원공동단장
- 2022.07 ~ 2024.10: 제20대 서울특별시 구로구청장(민선 8기, 국민의힘, 초선)

## 사건 사고
문엔지니어링 백지신탁 명령에 불복하여 소송을 냈으나 패소했다. 이후 구청장직을 사퇴하기로 하였다.

## 상훈
- 2015년 은탑산업훈장
- 2010년 과학기술훈장 웅비장
- 1999년, 2004년 산업포장[2]

## 역대 선거 결과
| 실시년도 | 선거      | 대수 | 직책   | 선거구      | 정당     | 득표수   | 득표율          | 순위 | 당락 | 비고           |
| -------- | --------- | ---- | ------ | ----------- | -------- | -------- | --------------- | ---- | ---- | -------------- |
| 2022년   | 지방 선거 | 20대 | 구청장 | 서울 구로구 | 국민의힘 | 96,684표 | \| \| 52.25% \| | 1위  |      | 초선, 민선 8기 |
|          | 52.25%    |      |        |             |          |          |                 |      |      |                |